# Jemima Kirke
Jemima Kirke (* 26. dubna 1985) je v Británii narozená americká herečka, která je nejvíce známá díky své roli Jessy Johansson v americkém televizním seriálu stanice HBO Girls. Svůj herecký debut ve filmu zaznamenala v nezávislém filmu s názvem Tiny Furniture,, ačkoliv její úplně první zkušenost s filmem byla role v krátkometrážním nezávislém filmu nazvaném Smile for the Camera. V roce 2017 si zahrála ve videoklipu zpěváka Zayna k jeho písničce „Dusk Till Dawn“.

## Osobní život
Jemima Kirke se narodila v Londýně, ale vyrostla v americkém New Yorku. Jejím otcem je Simon Kirke, který proslul jako bubeník rockových skupin Bad Company a Free. Její matka, Lorraine Kirke, je majitelkou hned několika antik butiků s názvem „Geminola“, které prosluly díky seriálu Sex ve městě, pro jehož představitelky dodávaly outfity. Postava Jessy, kterou Jemima Kirke ztvárňuje, se na konci první série seriálu Girls objevuje ve svatebních šatech značky „Geminola“.
Dědeček Jemimy Kirke, Jack Dellal, byl britský obchodník s irskými a židovskými předky a její babička pocházela z Izraele. Kirke má dvě sestry, Lolu a Dominu Kirke, které obě působí v hudebním průmyslu.
Jemimou blízkou přítelkyní je Lena Dunham, tvůrkyně nezávislého filmu Tiny Furniture a televizního seriálu Girls. Skamarádily se během studia na škole Saint Ann's School v New Yorku. V interview s magazínem Esquire Kirke vysvětluje, že postava, kterou ztvárňuje byla inspirována její vlastní osobností.
Jemima Kirke žije v Brooklynu a East Hamptonu. V roce 2009 se provdala za právníka Michaela Mosberga. Mají spolu dvě děti: dceru Rafaella Israel (narozena roku 2010) a syna Memphise Kirkeho (narozen v roce 2012). Dvojice se rozešla v lednu 2017. Od července 2017 chodí s australským muzikantem Alexem Cameronem.

## Kariéra

### Umělkyně
Titul bakalář umění v oboru malba získala na univerzitě Rhode Island School of Design. Na konci roku 2011 uspořádala výstavu svých děl s názvem „A Brief History“, jejímž pořadatelem byl Skylight Projects.

### Herectví
Přestože se Kirke považuje na prvním místě za umělkyni, propadla vášni herectví díky několika rolí, jimiž pomohla několika svým přátel. Lena Dunham oslovila Jemimu, aby si zahrála v jejím nezávislém filmu s názvem Tiny Furniture, ve kterém ztvárnila jednu z vedlejších rolí. Navzdory tomu, že film měl úspěch, Jemima nebyla nijak finančně ohodnocena. V roce 2011 se objevila v hudebním klipu skupiny Rival Schools. Video a její debutový film Smile for the Camera byly režírované jejím kamarádem Jordanem Gallandem. V roce 2017 si zahrála ve videoklipu zpěváka Zayna k jeho písničce „Dusk Till Dawn“.

## Filmografie

### Film
| Rok  | Název                | Role            | Poznámky            |
| ---- | -------------------- | --------------- | ------------------- |
| 2005 | Smile for the Camera | Zpěvačka (hlas) | krátkometrážní film |
| 2010 | Nábyteček            | Charlotte       |                     |
| 2015 | Ava's Possessions    | Ivy             |                     |
| 2017 | The Little Hours     | Marta           |                     |
| 2018 | Wild Honey Pie       | Gillian         |                     |
| 2018 | Untogether           | Andrea Moore    |                     |
| 2018 | Óda na Odessu        | Odessa          |                     |
| 2020 | Sylvie               | hraběnka        |                     |

### Televize
| Rok       | Název              | Role                     | Poznámky                       |
| --------- | ------------------ | ------------------------ | ------------------------------ |
| 2012–2017 | Girls              | Jessa Johansson          | hlavní role, 53 dílů           |
| 2015      | Axe Cop            | Vodní královna (hlas)    | díl: „The Center of the Ocean“ |
| 2015      | Simpsonovi         | Candace kamarádka (hlas) | díl: „O čem muži sní“          |
| 2016      | Amyino plodné lůno | Samu sebe                | díl: „Las F**kable Day“        |
| 2017      | New York Is Dead   | K.K.                     | díl 1.6                        |
| 2018      | Maniac             | Adelaide                 | minisérie, 5 dílů              |
| 2019      | Zelený servis      | Samu sebe                | díl: „Small Town“              |

### Hudební videa
| Rok  | Název skladby     | Umělec                            | Poznámky  |
| ---- | ----------------- | --------------------------------- | --------- |
| 2017 | „Dusk Till Dawn“  | Zayn feat- Sia                    |           |
| 2017 | „Stranger's Kiss“ | Alex Cameron (duet s Angel Olsen) |           |
| 2019 | „Marlon Brando“   | Alex Cameron                      | režisérka |
| 2019 | „Miami Memory“    | Alex Cameron                      |           |